# Turdoides nipalensis
Turdoides nipalensis là một loài chim trong họ Leiothrichidae.